# 托尼縣 (密蘇里州)
托尼县（英語：Taney County）是美國密蘇里州南部的一個縣，南鄰阿肯色州。面積1,687平方公里。根據美國2000年人口普查，共有人口39,703人。縣治福賽斯 （Forsyth）。
成立於1837年1月6日。縣名紀念司法部長、財政部長、美國首席大法官羅傑·B·托尼 （Roger Brooke Taney）。